# Apocalypse (Bill Callahan)
Apocalypse è un album pubblicato dal cantautore statunitense Bill Callahan per l'etichetta Drag City, il terzo da quando ha abbandonato lo pseudonimo di Smog.
La copertina del disco è ricavata da un dipinto di Peter Ryan.

## Musicisti
- Bill Callahan (voce, chitarra)
- Matt Kinsey (chitarra)
- Jonathan Meiburg (piano)

## Tracce
1. Drover – 5:24
2. Baby's Breath – 5:30
3. America! – 5:33
4. Universal Applicant – 5:53
5. Riding for the Feeling – 6:05
6. Free's – 3:13
7. One Fine Morning – 8:46